# Run (eiland)
Run (Indonesisch: Pulau Run) is een Indonesisch eiland, dat deel uitmaakt van de Banda-eilanden in de Molukken. Het was in de 17e eeuw belangrijk voor de handel in nootmuskaat en foelie.

## Geografie
Dit is het meest westelijke eiland van de Banda-eilanden, en het kleinste bewoonde eiland van die groep. Het is slechts drie kilometer lang en een kilometer breed. Ai ligt zeven kilometer ten oosten van Run. Op zevenhonderd meter noordelijk ligt het eilandje Nailakka.

## Geschiedenis
Run werd in 1603 ontdekt door James Lancaster, John Davis en John Middelton, die voor rekening van de East India Company een ontdekkingstocht maakten. De Engelsman William Keeling deed Run in 1609 aan met zijn schip Hector, nadat hij door Pieter Willemsz. Verhoeff van Banda Neira was verjaagd.
In deze periode probeerden de Nederlanders op de Banda-eilanden een monopsonie te vestigen. De bevolking, die hun kostbare nootmuskaat en foelie aan de hoogste bieder wilde verkopen, moest gedwongen worden om alleen aan de Vereenigde Oostindische Compagnie (VOC) te verkopen. In 1611 voerden de Nederlanders onder Piet Hein een strafexpeditie tegen de bevolking van Run uit.
In 1616 zeilde Nathaniel Courthope met zijn schepen Swan en Defence naar Run om het streven van de VOC te dwarsbomen. Hij kwam op 25 december met de Swan aan en wist de plaatselijke bevolking over te halen een overeenkomst met hem te sluiten om in het vervolg de specerijenhandel uitsluitend met de Britten te drijven. Toen de Nederlanders hier lucht van kregen veroverden ze Courthopes schepen. Ze voeren naar Run, belegerden de Britten meer dan 1540 dagen, en boden hen ten slotte samen met hun Molukse bondgenoten de aftocht. De Nederlanders doodden hierop de resterende mannen op het eiland, deporteerden de vrouwen en kinderen, en vernietigden vervolgens alle muskaatbomen. Run zou voortaan alleen worden gebruikt om vee te laten grazen.
In 1638 probeerden de Britten Run opnieuw in handen te krijgen. Hierna controleerde de VOC regelmatig of de Britten van het eiland wegbleven. Bij de Vrede van Westminster (1654) werd bepaald dat Run aan de East India Company zou komen. In de praktijk bleef het echter in handen van de VOC, tot maart 1665. Tijdens de Tweede Engels-Nederlandse Oorlog werd het in november 1666 door de Nederlanders heroverd. Bij de Vrede van Breda (1667) werd de status quo bevestigd. Run bleef bij de Republiek, evenals de kort daarvoor op de Britten veroverde kolonie Suriname, en de Britten behielden Nieuw-Nederland, dat ze in 1664 op de Nederlanders hadden veroverd.
In de napoleontische tijd veroverden de Britten in 1810 de Banda-eilanden op de Nederlanders. Run en Ai werden zonder geweld genomen. De Britten verzamelden zaailingen en brachten die naar Benkulu, Penang, Ceylon en andere kolonies. De muskaatboom werd vervolgens verder verspreid naar Grenada en Zanzibar.
Pas in 1875 begonnen de Nederlanders met een nieuwe aanplant van muskaatbomen op Run. Ze hadden  inmiddels echter het monopolie op de handel in nootmuskaat verloren.